# The Best of Both Worlds
«The Best of Both Worlds» —en español: «Lo mejor de ambos mundos»— es una canción pop rock interpretada por la cantante estadounidense Miley Cyrus para la serie de televisión de Disney Channel Hannah Montana. Cyrus interpreta la canción como el personaje Hannah Montana, quien es el alter ego de la protagonista de la serie, Miley Stewart. Fue lanzado como el sencillo debut y principal de la banda sonora de Hannah Montana el 28 de marzo de 2006. «The Best of Both Worlds» es el tema principal de la serie de televisión; desde la tercera temporada de la serie, el Movie Mix de 2009 se utiliza como tema. Hay una versión en vivo disponible en Hannah Montana & Miley Cyrus: Best of Both Worlds Concert (2008), se incluye una versión de karaoke en la serie de karaoke de la banda sonora (2008) y el Movie Mix de 2009 aparece en la banda sonora de Hannah Montana: The Movie (2009). La canción tiene elementos de bubblegum pop y pop rock. Líricamente, es un escaparate de la doble vida que lleva Miley Stewart.
Se considera que «The Best of Both Worlds» es una de las canciones emblemáticas de Cyrus, introduciendola en la industria de la música. La canción recibió críticas generalmente positivas; los críticos notaron que la canción estaba bien escrita a pesar de su "extraño" concepto. «The Best of Both Worlds» alcanzó el puesto número 92 en el Billboard Hot 100, lo que convirtió a la canción en uno de los dos temas televisivos de la década (el otro fue «Leave It All to Me» de Miranda Cosgrove) en figurar en el Hot 100; además logró cierto éxito comercial a nivel internacional. La canción alcanzó su posición máxima en listas internacionales, concretamente en la lista de sencillos de Irlanda, en el puesto número diecisiete. Se tomó como video musical promocional de la canción una grabación de un concierto. Cyrus promocionó la canción interpretándola en varios lugares, incluidas sus actuaciones como acto de apertura de The Party's Just Begun Tour de The Cheetah Girls y como el número de cierre de su propia primera gira de conciertos del mismo nombre. Las interpretaciones de Cyrus de la canción en la gira Best of Both Worlds Tour fueron como ella misma, pero cuando interpretó la canción en televisión, lo hizo en el personaje de Hannah Montana.

## Antecedentes
«The Best of Both Worlds» es una canción con influencias de la música dance, rock y country, y su instrumentación presenta guitarras eléctricas poco convencionales, sintetizadores alegres y coros. Se establece en compás regular con un tempo de 130 latidos por minuto. La canción está escrita en clave de do mayor. La voz de Cyrus abarca desde A3 hasta D5. La canción comienza con la progresión de acordes C5–G5–D5–F5.
La canción fue escrita por Matthew Gerrard y Robbie Nevil. El dúo escribió otras tres canciones en la banda sonora de Hannah Montana y continuó escribiendo canciones para la franquicia, incluidas «Nobody's Perfect» y «Ice Cream Freeze (Let's Chill)». Líricamente, la canción es una de varias canciones («Just Like You», «The Other Side of Me», «Old Blue Jeans», «Ordinary Girl» y «Rock Star») que aluden explícitamente a la doble vida de Stewart como Montana: adolescente común que se mudó de Nashville, Tennessee a Malibu, California durante el día y estrella del pop por la noche. En la canción, Cyrus canta sobre los privilegios y ventajas que se enfrentan al llevar dos vidas, con referencias a Orlando Bloom, conciertos, amistad y estrenos cinematográficos.

## Recepción de la crítica
La canción recibió críticas generalmente positivas de los críticos. Heather Phares de AllMusic describió la canción como una "composición más nítida que el promedio" y una de las mejores pistas de la banda sonora de Hannah Montana. Chris Willman de Entertainment Weekly comparó la canción con los estilos musicales de Avril Lavigne, Ashlee Simpson y Britney Spears. Sin embargo, Willman declaró que el concepto de "lo mejor de ambos mundos" era "una fantasía agradable para Brangelina, pero extraña para hacerlo con niñas pequeñas".

## Desempeño comercial
La canción recibió poca difusión debido a que se lanzó en Radio Disney, pero no en otras estaciones de radio convencionales. La canción debutó en el puesto número 64 del Digital Songs Chart de Billboard, lo que la llevó a aparecer en el Billboard Hot 100 durante la semana que finalizó el 12 de agosto de 2006. Debutó y alcanzó el puesto 92 en el Hot 100, y permaneció en la lista durante dos semanas. En la misma semana de entrada en el Hot 100, la canción se ubicó en el número setenta y uno del Pop 100 y cayó de la lista la semana siguiente.
«The Best of Both Worlds» alcanzó posiciones más altas en las listas de éxitos de Europa. Durante la semana que finalizó el 22 de febrero de 2007, la canción debutó y alcanzó el puesto número diecisiete en el Irish Singles Chart y abandonó la lista la semana siguiente. La canción debutó y alcanzó el puesto 43 en el UK Singles Chart el 24 de febrero de 2007 y permaneció una semana en la lista. Se convirtió en el sencillo de mayor éxito de Cyrus en el Reino Unido, cuando se acredita como Hannah Montana. En 2008 se ubicó en la lista de sencillos de Alemania, debutando en el puesto número 71 y finalmente alcanzando el puesto número 66. Pasó un total de siete semanas en la lista.

## Presentaciones en directo

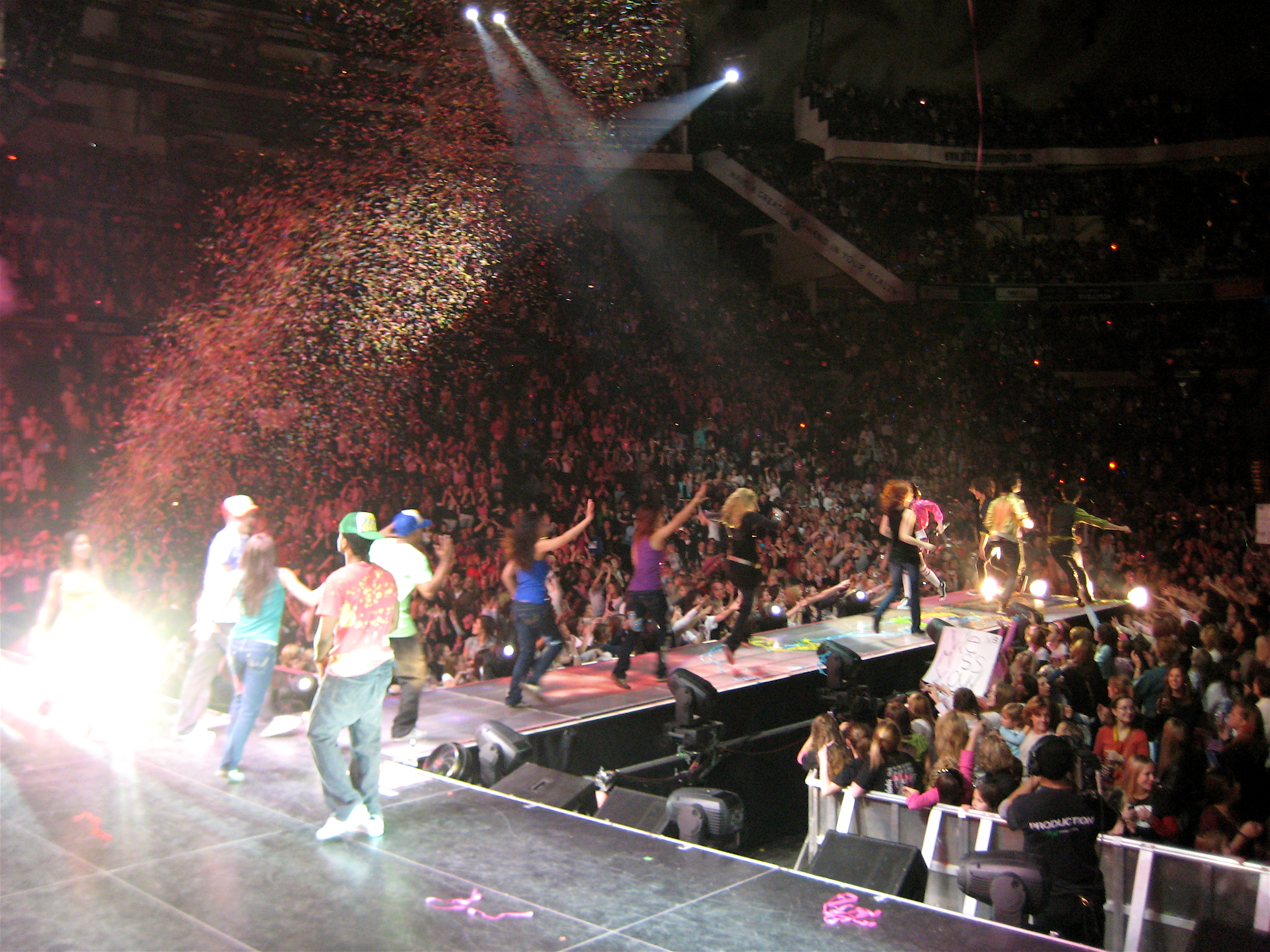
Cyrus interpretando «The Best of Both Worlds» durante el cierre de Best of Both Worlds Tour.

Cyrus a menudo se vestía como el personaje de Hannah Montana cuando interpretaba «The Best of Both Worlds» en conciertos y apariciones televisivas promocionales. En la grabación del concierto para promocionar la primera temporada de Hannah Montana, Cyrus se vistió con botas, jeans, una blusa rosa con lentejuelas, una chaqueta caqui y una peluca rubia, para interpretar «The Best of Both Worlds» y otras cinco canciones. También realizó una coreografía compleja y representó varias de las letras de la canción con los bailarines de fondo. Esta actuación se estrenó en Disney Channel como video promocional de la canción y la serie de televisión el 3 de marzo de 2006. El 23 de junio de 2006, Cyrus interpretó la canción en Disney's Typhoon Lagoon. Cyrus interpretó la canción en veinte fechas cuando abrió la gira de conciertos The Party's Just Begun Tour de The Cheetah Girls en 2006. El 23 de octubre de 2006, la interpretó en Good Morning America y la volvió a presentar al día siguiente en Live with Regis and Kelly. Al mes siguiente, la interpretó en el Desfile del Día de Acción de Gracias de Macy's de 2006.
El 28 de marzo de 2007, Cyrus apareció como Hannah Montana e interpretó la canción para Hannah Montana: Live in London en Koko. El evento fue televisado en varios canales internacionales de Disney. El 20 de diciembre de 2007, Cyrus interpretó la canción como ella misma en The Oprah Winfrey Show. «The Best of Both Worlds» se interpretó más tarde como el número de cierre de la primera gira de Cyrus, Best of Both Worlds Tour. Interpretó la canción como ella misma, vistiendo un atuendo totalmente rosa compuesto por una camiseta sin mangas, una minifalda a cuadros, zapatillas y una chaqueta. Recientemente interpretó «The Best of Both Worlds: The 2009 Movie Mix», de la banda sonora de Hannah Montana: The Movie, junto a otras ocho canciones, en la grabación del concierto de la tercera temporada de Hannah Montana; el concierto se llevó a cabo el 10 de octubre en Irvine, California en el Anfiteatro Verizon Wireless.

## Listas musicales
| País (Lista 2006-2008)             | Mejor posición | Ref    |
| ---------------------------------- | -------------- | ------ |
| Alemania (Media Control Charts)    | 66             | [ 12 ] |
| Estados Unidos (Billboard Hot 100) | 92             | [ 7 ]  |
| Estados Unidos (Digital Songs)     | 64             | [ 20 ] |
| Estados Unidos (Pop 100)           | 71             | [ 8 ]  |
| Irlanda (Irish Singles Chart)      | 17             | [ 9 ]  |
| Reino Unido (UK Singles Chart)     | 43             | [ 10 ] |

## Certificaciones
| País (Organismo certificador) | Certificaciones | Ventas certificadas | Ref.   |
| ----------------------------- | --------------- | ------------------- | ------ |
| Estados Unidos (RIAA)         | Platino         | 1 000               | [ 21 ] |